# Paradela de Oliveira
José Paradela de Oliveira (São João da Pesqueira, 15 de março de 1904 — Madrid, 18 de Setembro de 1970) foi um intérprete da canção de Coimbra.
Frequentou a Faculdade de Direito da Universidade de Coimbra, entre 1924 e 1928, transitando depois para a Faculdade de Direito da Universidade Clássica de Lisboa, onde concluiria o curso em 28 de junho de 1930.
Foi militante de esquerda, tendo sido acérrimo opositor ao regime de Salazar e participado na campanha às eleições a favor do General Norton de Matos.